# Вторжение в Португалию (1810)
Третье французское вторжение в Португалию началось в июле 1810 года и закончилось в апреле 1811 года, когда французские войска были выведены в Сьюдад-Родриго. Армия вторжения была самой крупной из всех трёх вторжений (первое в 1807 году под командованием Жюно, а второе в 1809 году под командованием Сульта). Командующий этой армией маршал Массена был одним из самых известных маршалов во Франции. Его поражению способствовал не только высокий уровень подготовки англо-португальской армии под командованием Веллингтона, но и стратегия союзников, использовавшая линии Торреса-Ведрас.
Это вторжение было частью Пиренейских войн, которые в свою очередь были частью более общего вооружённого конфликта, известного как Наполеоновские войны.

## Предыстория
Второе французское вторжение в Португалию закончилось выводом 2-го корпуса маршала Никола Жана де Дьё Сульта в Галисию. После этого сэр Артур Уэлсли мог полностью посвятить свои силы 1-му корпусу маршала Клод-Виктора Перрена, который находился в испанской Эстремадуре, а затем начать талаверскую кампанию, первое британское наступление в Испании. Угроза на линии связи с Лиссабоном и отсутствие материально-технической поддержки со стороны испанских властей вынудили Уэлсли уйти в Португалию, несмотря на победу, достигнутую в битве при Талавере.
Командующим новой «Португальской армией», состоящей из трёх корпусов общей численностью около 65 тыс. человек, Наполеон назначил маршала Андре Массену. Массена был одним из самых опытных маршалов Французской империи. Наполеон был настолько уверен в его способности выполнить эту миссию, что не стал приказывать другим французским военачальникам, находящимся на Пиренейском полуострове, оказывать ему поддержку. В мае 1810 года в Саламанке Массена принял командование этой армией.
Уэлсли, теперь уже герцог Веллингтон, держался подальше от борьбы с французами после битвы при Талавере, памятуя о проблемах в сотрудничестве с испанскими властями и генералами. Только испанские армии защищали Андалусию. С другой стороны, Уэлсли понимал ситуацию иначе, чем испанские власти, и учитывал следующие факторы:
Для защиты Пиренейского полуострова он считал оборону Португалию более важной, чем Андалусии. Он полагал, что в Португалии условия для обороны были лучше, особенно учитывая уже начавшееся строительство линий Торрес-Ведрас. Он также считал, что обязан предоставить защиту Португалии, потому что, в отличие от Испании, это королевство целиком и полностью перешло в руки союзников и предоставило в его распоряжение все свои ресурсы, включая армию. В отличие от испанской армии, португальская армия подчинялась британской (Уэлсли получил в Португалии указом от 29 апреля 1809 года звание главного маршала «португальских армий для руководства их операциями совместно с армией Его Величества»).
По этим причинам 8 декабря 1809 года Уэлсли вывел свои подразделения из Бадахоса. 3 января 1810 года его штаб-квартира находилась в Коимбре, 2-я дивизия генерала Роуленда Хилла осталась в Абрантише, а остальные войска размещались вдоль долины Мондегу.
Армия, прибывающая из Испании, может войти в Португалию через три разных региона: северную границу (она использовалась во время второго французского вторжения), границу между реками Дуэро и Тахо и границу между реками Тахо и Гвадианой. Долины рек, текущих из Испании в Португалию, плохо подходили для перемещения армий из-за особенностей местности. Там не было дорог, необходимых для перевозки артиллерии и армейских обозов (как обнаружил Жюно во время своего похода в Лиссабон во время первого французского вторжения).
Северная граница французам не подходила, так как они не доминировали в Галисии, и оттуда было дальше всего до их цели — Лиссабона. Южная граница вела к южному берегу Тахо, и эта река представляла собой препятствие, преодолеть которое было тем труднее, чем ближе к Лиссабону. Поэтому вторжение через провинцию Бейра было наиболее быстрым и простым путём достижения Лиссабона, несмотря на наличие нескольких препятствий: замок Алмейды на границе, благоприятная для обороны местность и грозная оборонительная система Лиссабона — линии Торрес-Ведрас.

## Армия вторжения

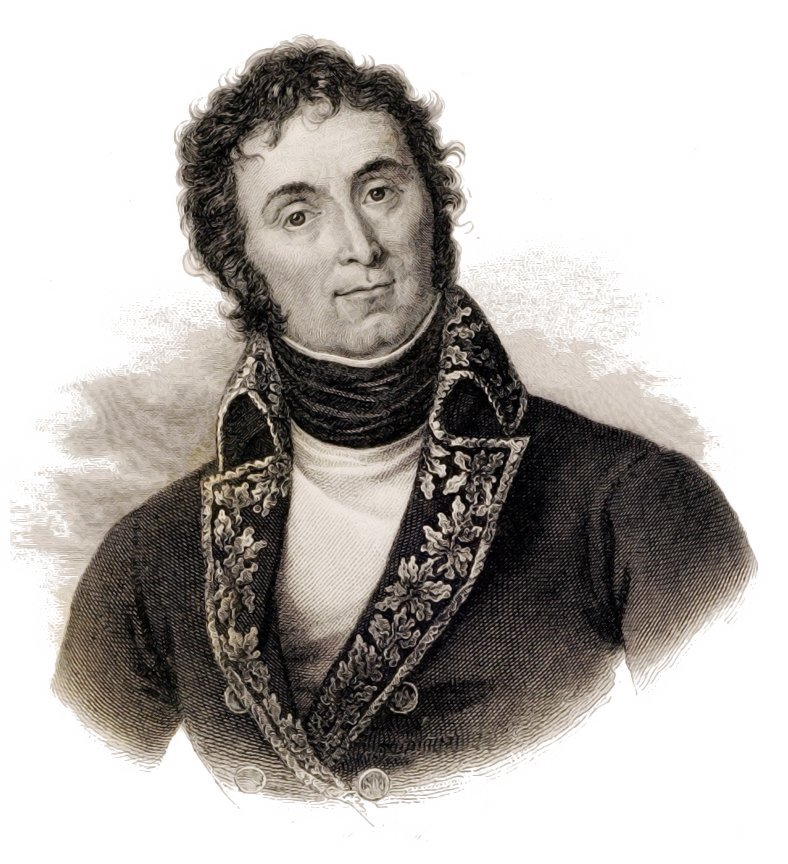
Андре Массена — маршал Первой французской империи

Французская армия, которой командовал Массена, была самой многочисленной из всех трёх французских вторжений. По состоянию на 15 сентября 1810 года она насчитывала 65 050 человек, включая различные вспомогательные подразделения. Она была организована следующим образом:
- 2-й корпус под командованием генерала Жана Ренье; состоял из двух пехотных дивизий, кавалерийской бригады и средств поддержки; 17 718 человек;
- 6-й корпус под командованием маршала Мишеля Нея; состоял из трёх пехотных дивизий, кавалерийской бригады и средств поддержки; 24 306 человек;
- 8-й корпус под командованием генерала Жана Андоша Жюно; состоял из двух пехотных дивизий, кавалерийской дивизии и средств поддержки; 16 939 человек;
- Кавалерийский резерв под командованием генерала Луи-Пьера Монбрена; состоял из трёх кавалерийских бригад, а огневую поддержку обеспечивала батарея конной артиллерии.

Помимо этих сил у французов были также артиллерийский резерв, обозы, корпус инженеров, небольшое подразделение (177 человек) из жандармерии и генерального штаба. Многие из офицеров уже участвовали в предыдущих вторжениях.

## Англо-португальская армия

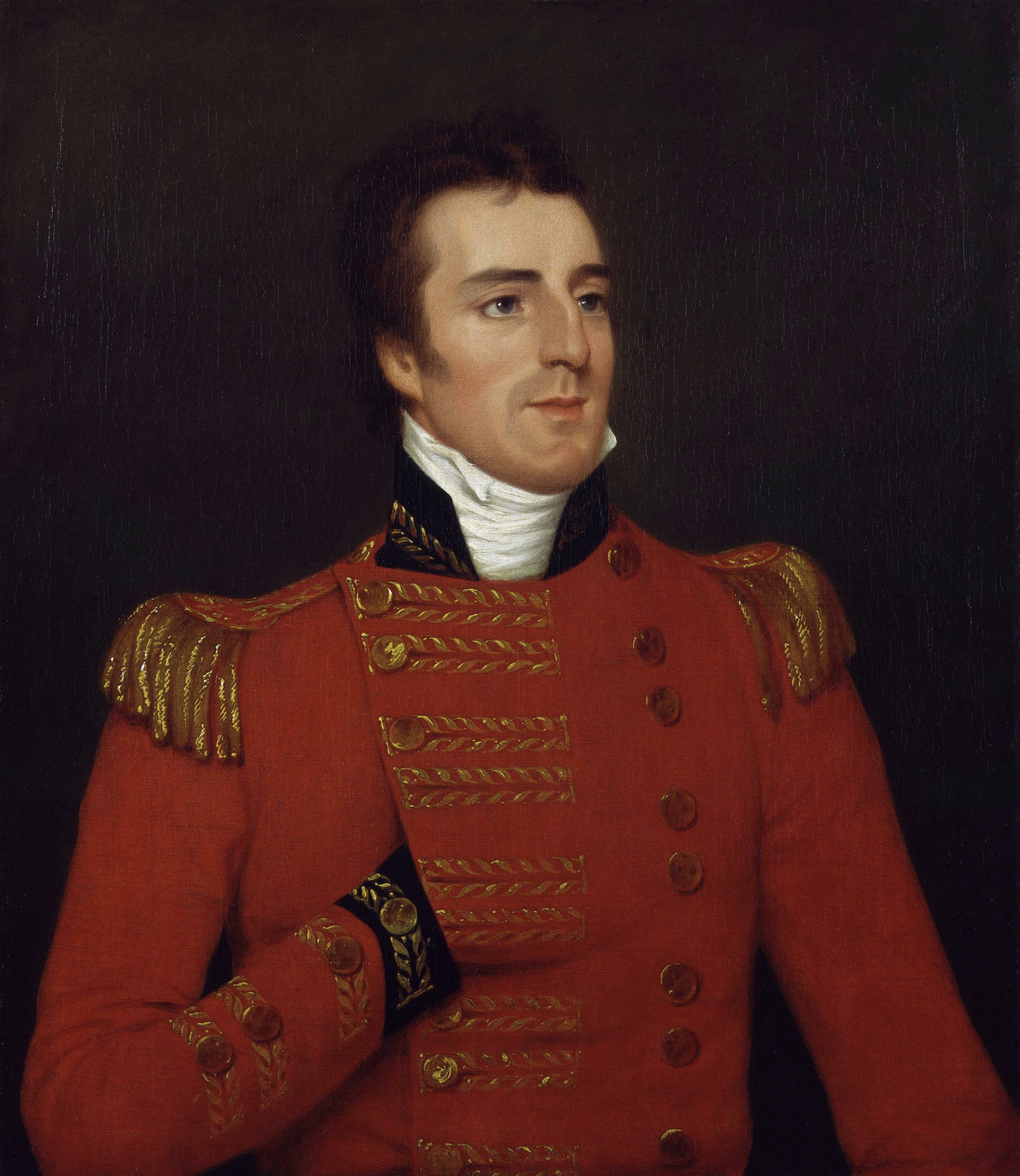
Сэр Артур Уэлсли, командующий англо-португальской армией

С апреля 1809 года португальские войска были подчинены Уэлсли. Таким образом, абсолютно допустимо говорить об англо-португальской армии вместо двух отдельных армий этих государств. Кроме того, португальские и британские силы всё чаще действовали совместно.
После талаверской кампании армия Уэлсли была реорганизована и поделена на дивизии. Португальские войска использовали идентичную организацию, но содержали несколько независимых бригад. Португальские и британские силы насчитывали 61 452 человека (эта цифра получена путём сложения сил, присутствовавших в битве при Бусаку 27 сентября, с потерями, понесёнными в битве при Коа 24 июля) и были организованы следующим образом:
- 1-я пехотная дивизия под командованием генерала Брента Спенсера; она содержала четыре пехотные бригады и одну бригаду Королевского Германского легиона; 7053 человека;
- 2-я пехотная дивизия под командованием генерала Роуленда Хилла; она состояла из трёх пехотных бригад; 5737 человек;
- 3-я пехотная дивизия под командованием генерала Томаса Пиктона; она была сформирована из трёх пехотных бригад, одна из которых была португальской; 4743 человека;
- 4-я пехотная дивизия генерал-майора Гэлбрейта Лоури Коула; она состояла из трёх пехотных бригад, одна из которых была португальской; 7400 человек;
- 5-я пехотная дивизия под командованием генерала Джеймса Лейта; она содержала две пехотные бригады, одна из которых была португальской, три батальона Лояльного Лузитанского легиона и два батальона из 8-го пехотного полка; 7305 человек;
- Лёгкая дивизия под командованием бригадного генерала Роберта Кроуфурда; в неё входили две пехотные бригады, в каждой из которых было по батальону португальских касадоров; 4112 человек;
- 1-я португальская дивизия под командованием фельдмаршала Джона Гамильтона; она состояла из двух пехотных бригад; 4940 человек. Во время битвы при Бусаку личный состав этой дивизии входил во 2-ю пехотную дивизию;
- 2-я португальская дивизия под командованием полковника Карлоса Фредерико Лекора; в её состав входили две бригады, одна из них ополченцев; 4811 человек;
- Три португальские отдельные пехотные бригады:
  - 1-я бригада под командованием бригадного генерала Дениса Пака; 2769 человек;
  - 2-я бригада под командованием бригадного генерала Арчибальда Кэмпбелла; 3249 человек;
  - 3-я бригада под командованием бригадного генерала Фрэнсиса Джона Коулмана; 2345 человек;
- Четыре британские кавалерийские бригады общей численностью 3136 человек;
- Португальская кавалерийская бригада под командованием Генри Фейна; 430 человек.

Кроме того, в англо-португальской армии было 2230 артиллеристов, а инженерный и штабной корпуса насчитывали 506 человек.

## Вторжение

### Продвижение французов к линиям Торрес-Ведрас

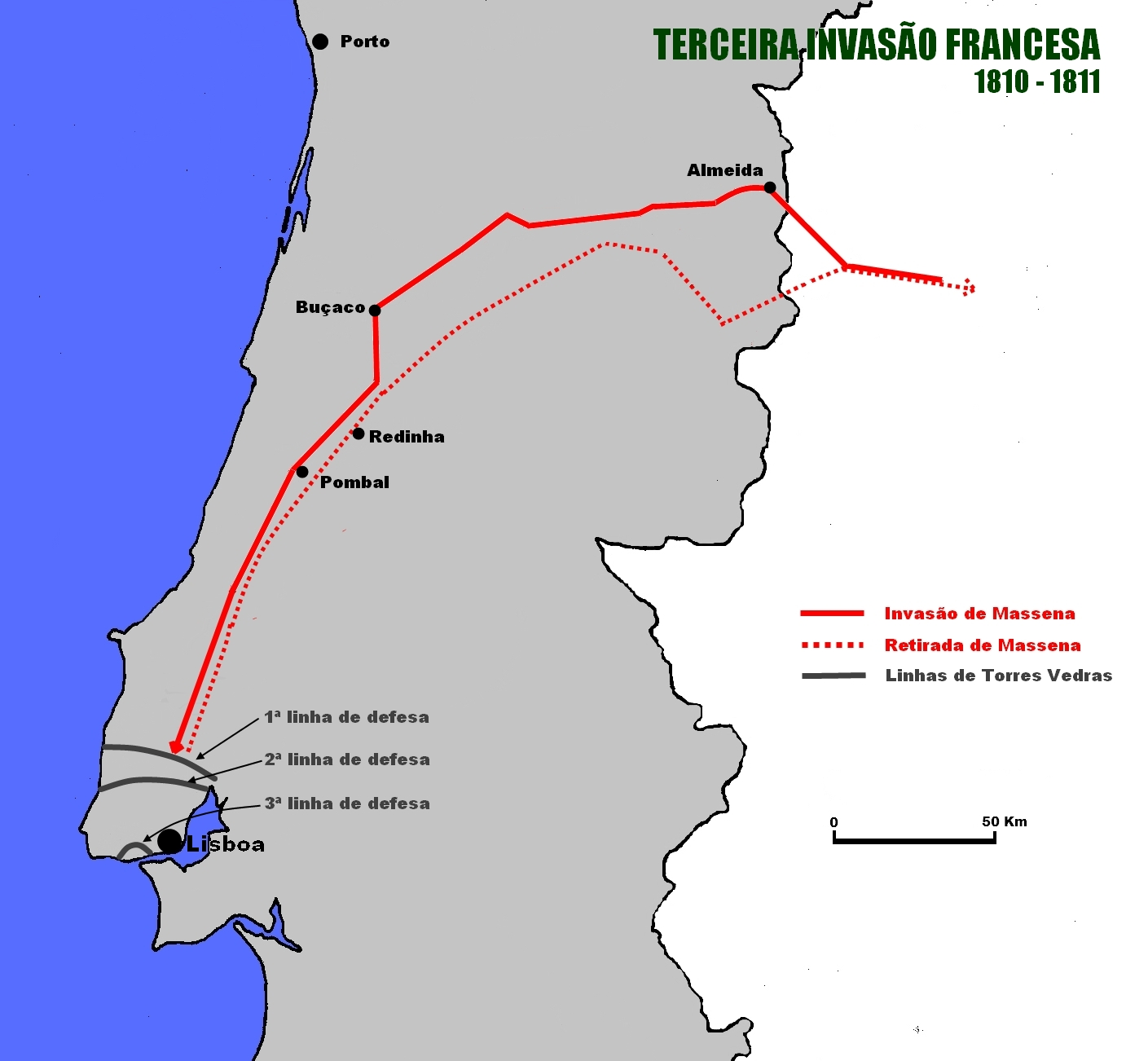
Карта с маршрутом третьего вторжения французской армии. Сплошная красная черта — наступление, красная пунктирная — отступление, чёрные — линии Торрес-Ведрас

Крепость испанского города Сьюдад-Родриго контролировала дорогу к португальской границе, поэтому её захват был важен для начала вторжения. В крепости находился испанский гарнизон, насчитывавший около 5,5 тыс. человек под командованием фельдмаршала дона Андреса Переса де Эррасти. Сьюдад-Родриго был осаждён 26 апреля 1810 года, но активные боевые действия начались только 25 июня. Защитники сопротивлялись до 9 июля. После этого дорога к границе была открыта.
Замок Алмейда находится в исторической провинции Бейра-Интериор-Норте, около испанской границы, примерно в 35 км от Сьюдад-Родриго. К западу от него с юга на север протекает река Коа. В форте находился гарнизон из 5,6 тыс. человек и более чем 100 артиллерийских орудий. Для продолжения наступления французам следовало овладеть этой крепостью, оттеснив сначала Лёгкую дивизию Роберта Кроуфурда. Эта задача была возложена на 6-й корпус маршала Нея. Произошедшая 23 июля 1810 года битва при Коа стала первым противостоянием на территории Португалии между войсками Уэлсли и захватчиками. Кроуфурд, который всячески старался задержать французов, был вынужден уйти, получив мощный отпор. 24 июля началась осада Алмейды, продолжавшаяся до 28 августа.
Массена возобновил наступление только 15 сентября. Он ожидал окончания изнуряющей летней жары и особенно начала сбора урожая. Благодаря этому во время пребывания в регионе Алмейды он собрал достаточно провизии, чтобы кормить свою армию в течение пятнадцати дней. Эта озабоченность пропитанием была весьма уместна, поскольку Уэлсли приказал местным жителям спрятать или уничтожить любые съестные припасы по пути следования французских войск, придерживаясь тактике выжженной земли. В то время французская армия питалась тем, что могла сама добыть по пути, поэтому в Португалии им приходилось прибегать к самым жестоким мерам при поиске продовольствия. Кроме того, подразделения ополченцев под командованием полковника Николаса Трента постоянно преследовали их и сковывали их действия.
Возобновив наступление, Массена направился в Коимбру. Дорога, по которой он шёл, к северу от реки Мондегу проходила через превосходную оборонительную позицию, где Уэлсли решил дать сражение.

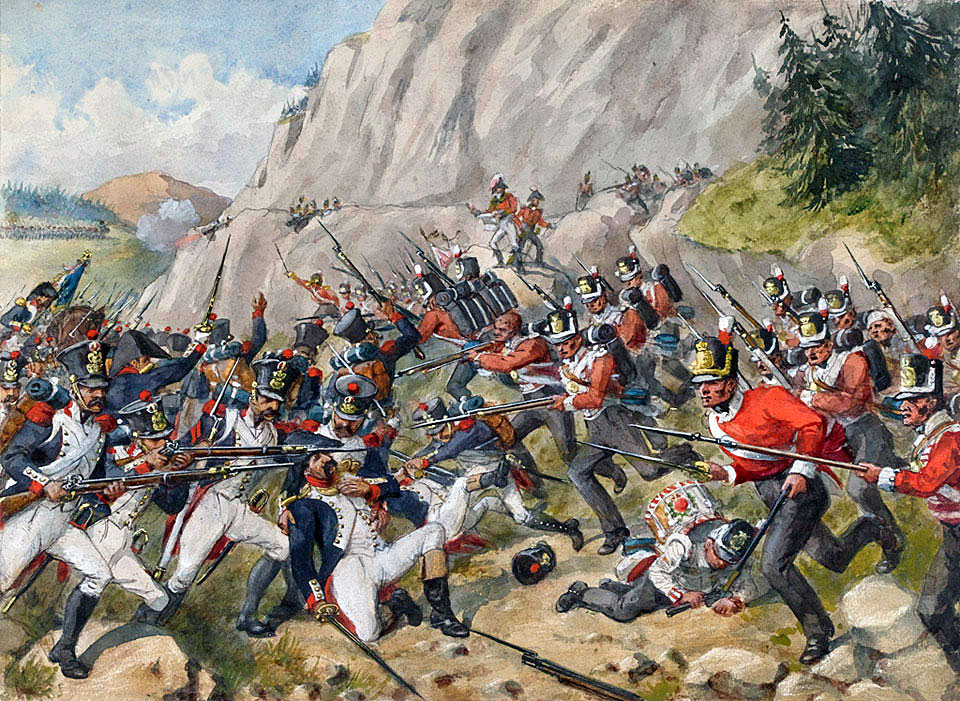
Противостояние между британскими и французскими войсками во время битвы при Бусаку 27 сентября 1810 года. Художник Ричард Симкин

Битва при Бусаку, произошедшая 27 сентября 1810 года, привела к важной победе англо-португальской армии. Уэлсли занял отличную оборонительную позицию в Бусаку, между Пенаковой и Лузу. Массена недооценил англо-португальские силы и пошёл в лобовую атаку, которая была относительно легко отбита. Французы потеряли около 4,5 тыс. человек; потери союзников составили 1252 человека. После битвы французы перегруппировались и обошли позиции союзников с севера по дороге на Мортагуа и Меальяду, и Веллингтон отошёл в сторону Коимбры, чтобы французские войска не зашли к нему в тыл. Французское вторжение продолжалось, но в то время как англо-португальская армия обретала уверенность в себе, французы начали понимать, с какими трудностями им придётся столкнутся. Моральный дух их войска начал снижаться. Цель Уэлсли теперь заключалась в том, чтобы добраться до линий Торрес-Ведрас и там ожидать возможной атаки французов.
После того, как союзная армия вывела бо́льшую часть населения из регионов, где должна была пройти французская армия, был отдан приказ об отступлении из Коимбры. Фермы были разорены. Все припасы, которые не удалось перевезти и которые могли каким-либо образом служить французам, были уничтожены. В Коимбре французы почти ничего не нашли, но город всё равно был разграблен. Во время отступления к Лиссабону лёгкая дивизия Кроуфурда шла в арьергарде.
По пути от Коимбры до линий Торрес-Ведрас между авангардом французских сил и арьергардом армии Уэлсли произошло ещё несколько стычек. Наиболее значительные сражения произошли под Помбалом и Аленкером. 11 октября французские передовые силы добрались до линий Торрес-Ведрас. В районе Собрал-ди-Монте-Аграсо вновь произошла перестрелка. 14-го Массена отправился осмотреть линии и понял, что без посторонней помощи не сможет их взять. Она могла прийти от Сульта, который был в испанской Эстремадуре, но так и не пришла, а Уэлсли не стал покидать линии для сражения на открытой местности.

### Отступление французов
Массена оставался перед линиями Торрес-Ведрас в течение четырёх недель. Затем он удалился в область между Рио-Майором и Сантареном, где ему было легче добывать продовольствие. В течение некоторого времени он мог решать проблему снабжения своей армии, но был не в силах достичь своей основной цели, Лиссабона, поскольку оставался в изоляции от всех других французских армий. Партизанские действия, проводимые в его тылу ополченцами и орденансас (регулярное ополчение), создавали ему огромные трудности. Например, чтобы доставить отчёт о ситуации Наполеону, был послан генерал Фуа, с которым пришлось отправить эскорт, состоящий из пехотного батальона и кавалерийского эскадрона (от 500 до 750 человек); по возвращении Фуа сопровождали 1,8 тыс. человек.
Французская армия убывала с каждым днём. Из приблизительно 65 тыс. французов, которые вошли в Португалию, в сентябре в стою было только 46,5 тыс. человек. Для подкрепления вскоре должна была прибыть дивизия, но на деле это означало, что вскоре Массене нужно было кормить ещё 7,5 тыс. человек. Уэлсли, напротив, получал припасы и подкрепление морем, имея в своём распоряжении порт Лиссабона. В марте у него было семь дивизий, и формировалась восьмая. Португальские войска продолжали проходить подготовку и совершенствовать свои навыки. Массена простоял в течение пяти месяцев. 6 марта крестьяне сообщили англичанам, что ночью французы, оставив горящие костры, отступили.

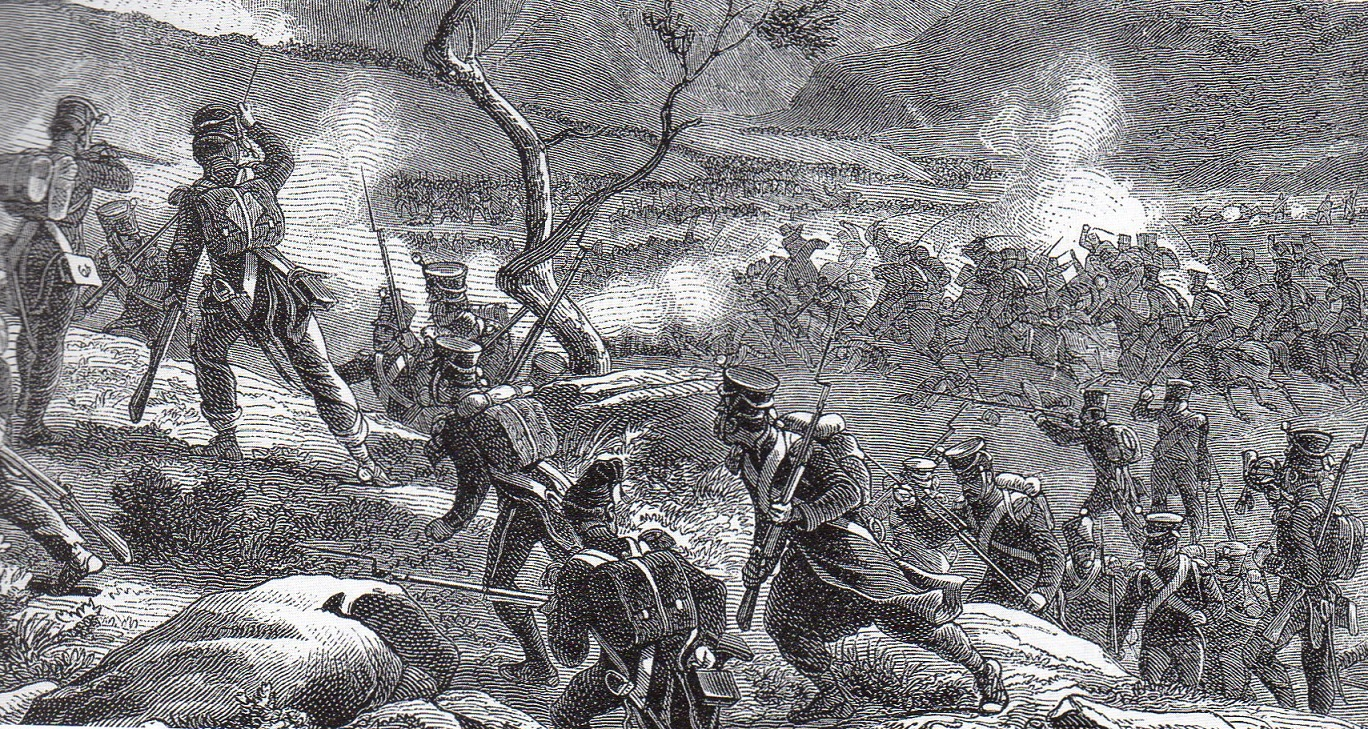
Битва при Рединье 12 марта 1811 года. Художник Феликс-Эмманюэль-Анри Филиппото.

Уход французов застал армию Уэлсли врасплох. Таким образом французский генерал получил 24-часову фору перед англо-португальским войском, которые начали преследование. Только 11 марта авангард союзников вступил в контакт с французским арьергардом, состоящим из войск маршала Нея — сначала при Помбале, а затем при Рединье. Перестрелки продолжались в течение следующих нескольких дней. Массена намеревался достичь территории к северу от Мондегу, где он мог получить необходимые припасы для своей армии. В этом районе находились ополченцы под командованием полковника Николаса Трента, которые оказывали сопротивление во всех возможных местах пересечения реки Мондегу. Приближалась основная часть войск Уэлсли, и Массене пришлось ускорить отступление, избавившись от всего, кроме самого необходимого.
22 марта французская армия была сконцентрирована между Гуардой и Селорико, и установила контакт с гарнизоном Сьюдад-Родриго. В начале апреля в руках французов в Португалии оставались только крепость Алмейды и узкая полоска земли между границей и рекой Коа. В этом регионе произошла битва при Сабугале, которую Уэлсли считал одним из самых блистательных побед британских войск. 2-й корпус Ренье, участвовавший в этой битве, отступил в Испанию, где уже находилась остальная часть армии. Французы по-прежнему удерживали крепость Алмейды, блокада которой окончилась бегством французского гарнизона в ночь с 10 на 11 мая 1811 года.
Уэлсли освободил Португалию в третий раз. Французы понесли очень тяжёлый урон, потеряв с сентября 1810 года по апрель 1811 года около 25 тыс. человек. Около четверти — чуть более 6 тыс. — попали в плен, около 15 тыс. умерли от болезней, вызванных голодом и истощением, или попали в руки партизан, когда они покидали свои подразделения в поисках пропитания. Лишь 6 % (1,5 тыс.) жертв пришлось на боевые действия. Эти цифры хорошо показывают трудности, через которые прошли в Португалии французы от их прибытия к линиям Торрес-Ведрас до отхода в Испанию.

## Итог
Теперь Уэлсли мог перейти в наступление. Тем не менее, у него всё ещё были проблемы, потому что нужно было удерживать крепости Алмейды и Сьюдад-Родриго, контролировавшие дорогу в Саламанку и Вальядолид, а на юге — крепости Элваша и Бадахоса, контролировавшие дорогу в Талаверу и Мадрид. Уэлсли должен был действовать на этих двух направлениях, чтобы освободить Алмейду, Сьюдад-Родриго и Бадахос (последний был захвачен Сультом в феврале 1811 года). Именно с этими целями велась битва при Фуэнтес-де-Оньоро в центре, пока продолжалась блокада Алмейды, а на юге произошла битва при Ла-Альбуэра. Во всех этих сражениях, уже на территории Испании, участвовали португальские части, входившие в состав армии Уэлсли.
Это было третье и последнее из французских вторжений в Португалию. Правда, в 1812 году войска маршала Огюста де Мармона ненадолго вернулись в Португалию. Однако его целью было не оккупация территорий, а лишь получение выгодной позиции перед армией Уэлсли.

## Хронология
- 24 июля 1810: битва при Коа
- 25 июля 1810: начало осады Алмейды
- 27 августа 1810: битва при Бусаку
- 28 августа 1810: падение Алмейды
- 11 октября 1810: прибытие французских войск к линиям Торрес-Ведрас
- 15 ноября 1810: отступление французов в регион между Лейрией, Рио-Майором, Сантаремом и Томаром
- 4 марта 1811: отступление французов из этого региона
- 11 марта 1811: битва при Помбале
- 12 марта 1811: битва при Рединье
- 14 марта 1811: битва при Кондейше
- 15 марта 1811: битва при Фош-ду-Аросе
- 18 марта 1811: битва при Понте-де-Мурсела
- 29 марта 1811: битва при Гуарде
- 3 апреля 1811: битва при Сабугале
- 3-5 мая 1811: битва при Фуэнтес-де-Оньоро
- 7 апреля 1811: начало блокады Алмейды англо-португальскими войсками
- 10-11 мая 1811: бегство французского гарнизона Алмейды

## В искусстве
Этот эпизод Наполеоновских войн был адаптирован для кино Раулем Руисом и его женой Валерией Сармьенто в фильме «Линии Веллингтона» с Джоном Малковичем в роли Веллингтона.